# Znanstveni imperijalizam
Znanstveni imperijalizam je pojam koji je stvorio Dr. Ellis T. Powell prilikom svog govora u Commonwealth Club of Canada 8. rujna 1920. godine. Definirao je imperijalizam kao 'svijest proizvoljne i namjerne dominacije nad ljudskim tijelima i dušama', dok je pojam 'znanstveni imperijalizam' objasnio kao 'podvrgivanje svih razvijenih i nerazvijenih snaga svijeta čovjekovom umu. John Dupré je nadodao da ljudi imaju običaj da ako neki znastveni model radi i ako je uspješan, da pojedinci, organizacije i država pokušavaju koristiti taj model na što više mogućih izazoa i problema, i opisao je te tendencije kao "opasnim". Ta objašnjenja su usporediva s kulturnim imperijalizom, i usporedivo s krutim i netolerantnim oblikom intelektualnog monoteizma.

. Znanstveni imperijalizam se također naziva religijom intelektualaca, osobito kod onih intelektualaca koji drže vjerovanja da je zanstvena metoda pravovaljana za sve odluke u životu čovjeka.